# Siphonorhis
Siphonorhis es un género de aves caprimulgiformes perteneciente a la familia Caprimulgidae, cuyos miembros son conocidos como chotacabras caribeños. 

## Especies
Se reconocen las siguientes especies:
- Siphonorhis daiquiri - chotacabras cubano (extinto, conocido solo por el registro fósil);[3]
- Siphonorhis americana - chotacabras jamaicano (extinto);
- Siphonorhis brewsteri - chotacabras torico.